# Вачнадзе, Давид Владимирович
Давид Владимирович Вачнадзе (груз. დავით ვლადიმერის ძე ვაჩნაძე; 4 августа 1884 года, Тифлис — 23 января 1962 года, Мюнхен) — грузинский политик, один из основателей Национал-демократической партии Грузии.

## Биография
Родился в семье полковника русской армии Владимира Вачнадзе и Элен Мачабели.
Учился в Тифлисском кадетском корпусе (1894—1902), затем в Санкт-Петербургском военном училище.
С 1907 года на военной службе, подпоручик. Участвовал в общественной и публицистической деятельности. В 1912 году вместе с Ревазом Габашвили был основателем еженедельного журнала «Klde».
Во время Первой мировой войны был помощником полковника Георгия Джандье, главы «Грузинской дружины Тбилиси». В 1915 году связался с «Независимым комитетом Грузии», основанным Петром Сургуладзе в Женеве в 1914 году. Помогал Георгию Мачабели. В 1917 году стал одним из основателей Национальной демократической партии и членом её ЦК, был членом Национального совета Грузии и Учредительного собрания Грузии. 26 мая 1918 года подписал Декларацию о независимости Грузии. В июне 1918 года был назначен в Грузинскую дипломатическую делегацию для переговоров с немецкой военной миссией. Совместно с штабами Грузии и Германии активно участвовал в организации грузинской армии.
После поражения Германии в Первой мировой войне в ноябре 1918 года вместе с майором Георгием Абхази через Батуми провёл эвакуацию немецкой миссии из Грузии. В декабре 1918 года участвовал в грузино-армянской войне.
В феврале 1921 года пытался организовать сопротивление советизации Грузии. После подавления мятежа 1924 года участвовал в подпольном движении сопротивления.
В 1922 году был арестован. В феврале 1924 года тайно отправился в Турцию для организации помощи из-за рубежа. В 1924—1926 годах участвовал в деятельности «Комитета освобождения Кавказа» в Стамбуле.
С 1927 года жил во Франции, Италии и Германии. Активно сотрудничает с иммигрантской прессой.
Автор 4 книг и до 30 статей, а также мемуаров. Участвовал в культурной жизни парижской общины, читал лекции, был членом нескольких грузинских иммигрантских организаций.
Во время Второй мировой войны, в 1942 году, привлекался МИД Германии (Шуленбургом) в качестве члена предполагаемого марионеточного правительства в Закавказье на совещание в Берлине (Приглашенные жили в гостинице «Адлон», поэтому акцию и назвали «Адлониадой»), но после того, как план Шуленбурга не был реализован, переехал в Вену. После войны перебрался в Западную Германию.
Жена и дочери были высланы в Казахстан.